# Abacetodes gilvipes
Abacetodes gilvipes is een keversoort uit de familie van de loopkevers (Carabidae). De wetenschappelijke naam van de soort werd in 1848 gepubliceerd door Carl Henrik Boheman.